# Adelin
Adelin is een plaats in het Poolse district  Wyszkowski, woiwodschap Mazovië. De plaats maakt deel uit van de gemeente Zabrodzie en telt 210 inwoners.